# Giuditta Tarantelli
Giuditta Tarantelli (Bordighera, 1975) è una sceneggiatrice e produttrice cinematografica italiana, moglie del regista Mirko Locatelli.

## Biografia
Svolge studi umanistici presso l'Università degli Studi di Milano e fonda nel 2002, insieme a Mirko Locatelli, la casa di produzione Officina Film, con la quale firma la sceneggiatura di vari documentari. Dal 2004 produce e scrive le sceneggiature di un mediometraggio Come prima, di alcuni documentari sul mondo degli adolescenti.
Nel 2008 produce e firma la sceneggiatura del lungometraggio, Il primo giorno d'inverno, in concorso nella sezione Orizzonti della 65ª Mostra Internazionale d'Arte Cinematografica di Venezia.
Nel 2009 distribuisce Il primo giorno d'inverno nelle sale italiane. Da questa esperienza sceglie di distribuire insieme al regista Mirko Locatelli, film e documentari a tematica sociale.
Nel 2012 distribuisce il documentario Effetto Thioro, presentato in anteprima mondiale al 53º Festival dei Popoli.
Nel 2013 è cofondatrice della Strani Film con la quale produce il secondo lungometraggio diretto da Mirko Locatelli, I corpi estranei, del quale firma la sceneggiatura con lo stesso regista. Il film viene presentato in concorso al Festival Internazionale del Film di Roma e distribuito nelle sale italiane nel 2014.
Nel 2015 è produttrice del film d'esordio I cormorani di Fabio Bobbio, con il sostegno della Film Commission Torino Piemonte e Regione Piemonte (Piemonte Doc Film Fund - Fondo regionale per il documentario). 
Nel 2018 scrive e produce il terzo film di Locatelli, Isabelle, presentato in anteprima mondiale al Montreal World Film Festival, dove ottiene il premio per la Miglior Sceneggiatura. 

## Riconoscimenti
- Globo d'oro
  - 2014 - Candidatura al premio per la Miglior sceneggiatura (con Mirko Locatelli)
- Montreal World Film Festival
  - 2018 - Premio alla miglior sceneggiatura (con Mirko Locatelli)

## Filmografia

### Sceneggiatrice
- Come prima, regia di Mirko Locatelli - mediometraggio (2004)
- Il sogno di un viaggio - documentario (2005)
- Crisalidi - documentario (2005)
- Il primo giorno d'inverno (2008)
- Arimo! - cortometraggio documentario (2009)
- Una destinazione imprevista - documentario (2010)
- I corpi estranei (2013)
- Isabelle (2018)

### Produttrice
- Reazioni chimiche (backstage del film Fame chimica) (2003)
- Come prima, regia di Mirko Locatelli (mediometraggio) (2004)
- Il sogno di un viaggio (documentario) (2005)
- Crisalidi (documentario) (2005)
- Il primo giorno d'inverno (lungometraggio) (2008)
- Arimo! (documentario) (2009)
- Una destinazione imprevista (documentario) (2010)
- I corpi estranei (lungometraggio) (2013)
- I cormorani (lungometraggio) (2016)
- Isabelle (lungometraggio) (2018)

### Distributrice
- Il primo giorno d'inverno (lungometraggio) (2008)
- Effetto Thioro (documentario) (2012)
- I corpi estranei (lungometraggio) (2013)
- I cormorani (lungometraggio) (2016)
- Isabelle (lungometraggio) (2018)